# Schloss Kassegg

Schloss Kassegg um 1890

Schloss Kassegg ist ein um 1886 im Stil des Historismus erbautes Jagdschloss in den Gesäusebergen am Erbsattel (zwischen Großreifling und Sankt Gallen) in der Steiermark. 

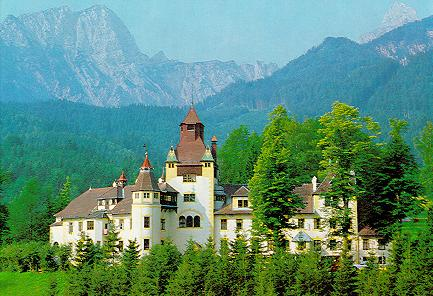
Schloss Kassegg vor Tieflimauer und kleinem Buchstein (um 1980)

Unzählige Renovierungen und Umbauten haben das ursprüngliche Erscheinungsbild des Schlosses stark verändert. Die für den romantischen Historismus typischen Elemente wurden zum Teil entfernt, wie etwa zuletzt (um 2005) die charakteristischen Kamine. Durch eine falsche, auf die Jahrhundertwende verlegte Datierung der Bauzeit entsprechen renovierte Teile, besonders im Inneren, eher dem Jugendstil.

## Geschichte

Schloss Kassegg knapp vor Fertigstellung

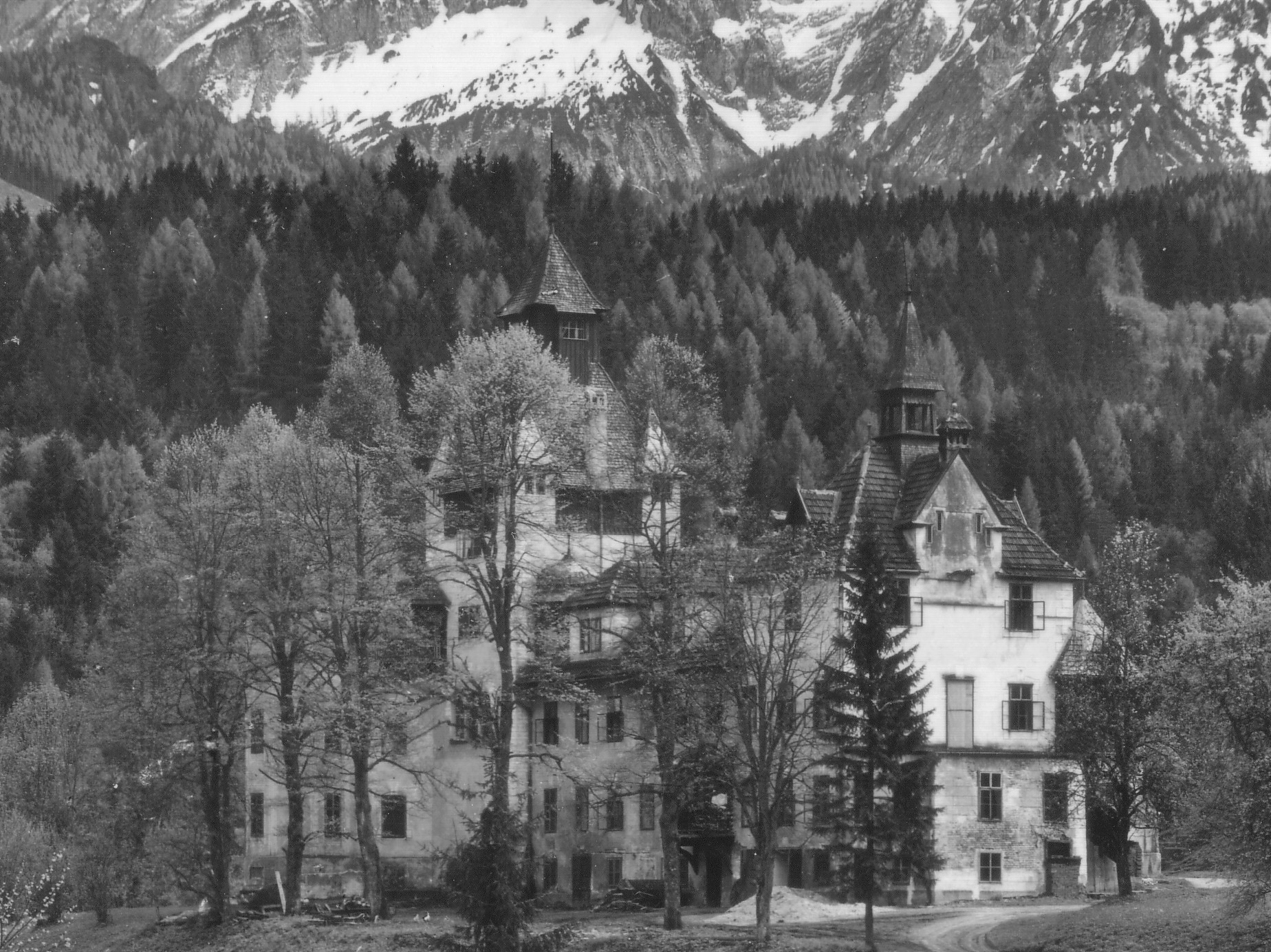
Schloss Kassegg um 1950

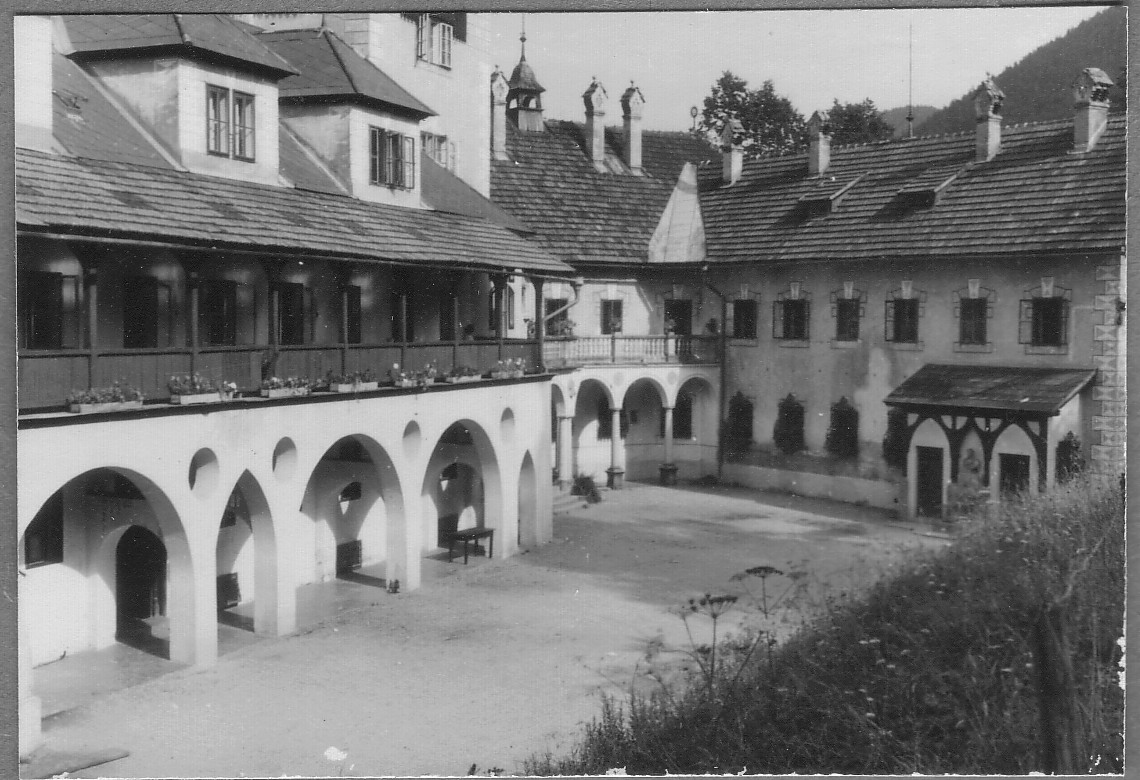
Hofansicht ca. 1960, typische Stilelemente wurden um 2005 entfernt

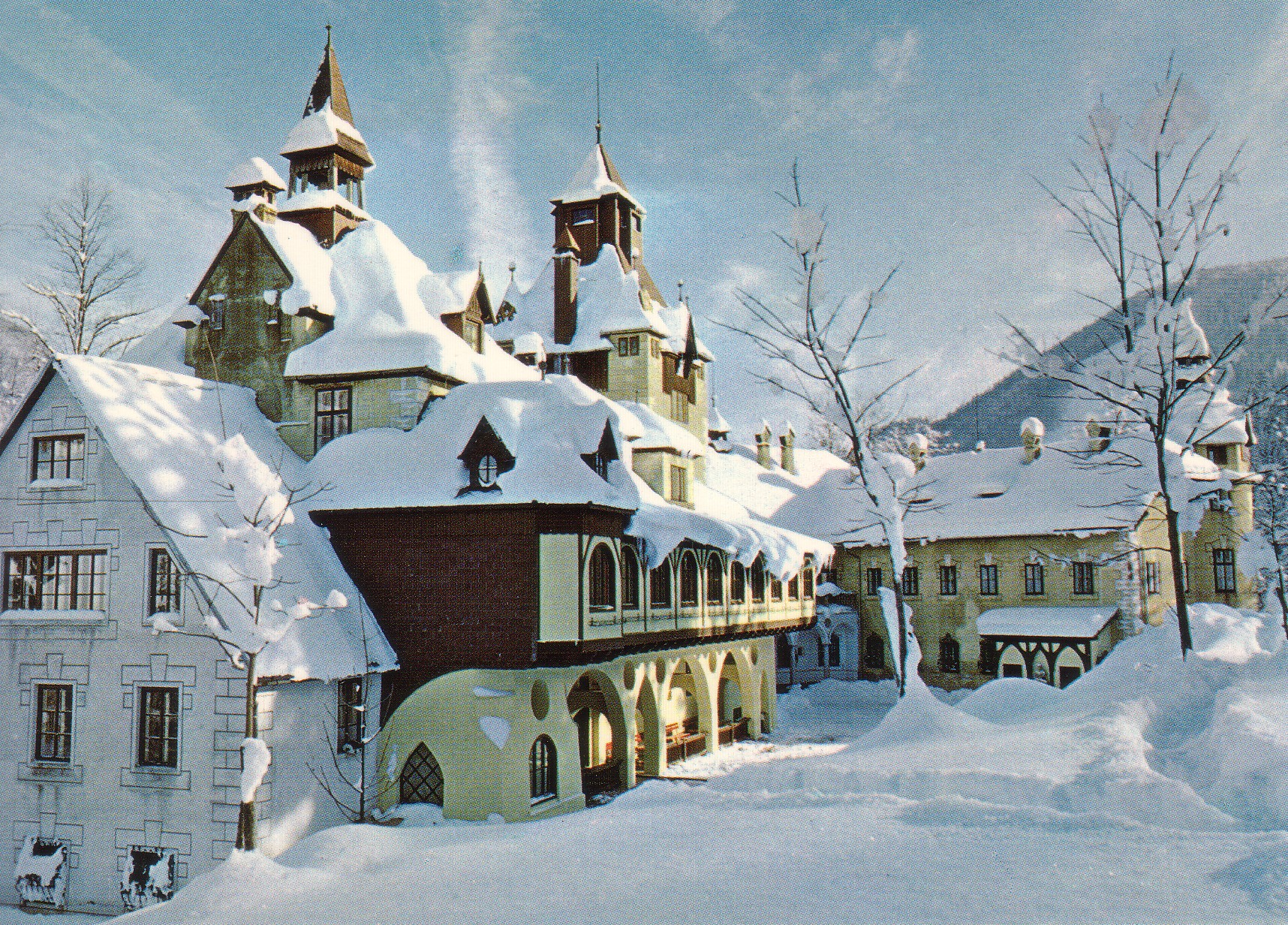
Schloss Kassegg um 1980

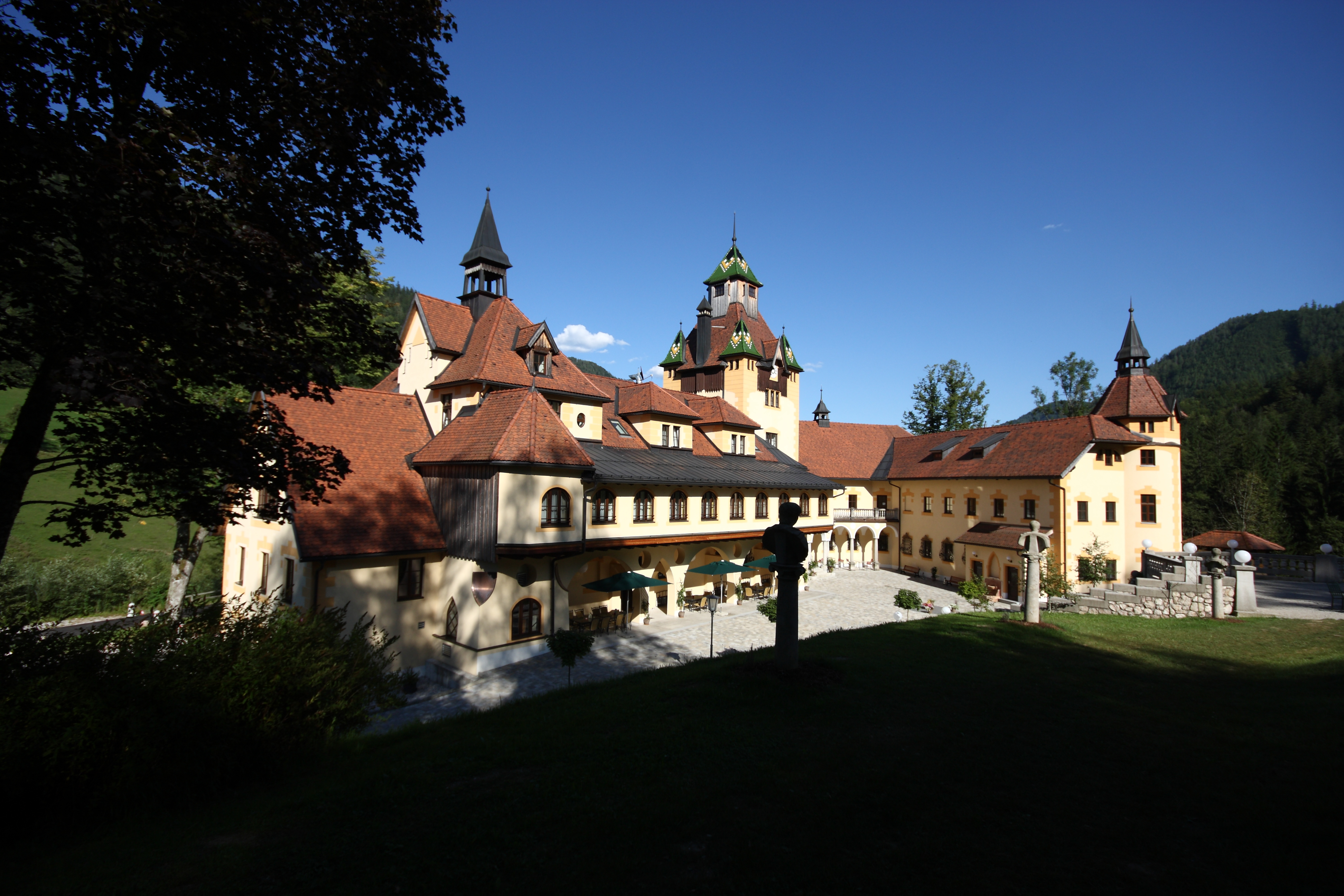
Das Schloss im Jahr 2012

Die Geschichte von Schloss Kassegg ist wenig belegt. Abgesehen von ein paar alten Ansichtskarten, die sich einigermaßen genau datieren lassen, sind bisher kaum aussagekräftige Dokumente über das Schloss aufgetaucht. Diese Dokumentation beruht großteils auf persönlichen Erinnerungen und Recherchen.
Um 1885 kaufte Georg Ritter von Aichinger, Initiator der Kronprinz Rudolf Bahn, den Bauernhof mit dem Hausnamen „Kahsegger“ am Erbsattel. Der Keller und Teile der Steinmauern dieses Bauernhofes wurden beim Bau von Schloss Kassegg in den Südflügel integriert. Für das Jahr 1886 sind umfangreiche Holzschlägerungen in Gstatterboden (im Gesäuse) für den Bau von Schloss Kassegg belegt. Baustil und Entstehungsgeschichte zeigen gewisse Parallelen zu den Schlössern des Bayernkönigs Ludwig II. Nach unbestätigten Erzählungen soll ein Münchner Architekt, der auch an der Erbauung von Schloss Neuschwanstein beteiligt war, Schloss Kassegg entworfen haben.
Von 1899 bis 1902 führten statische Probleme am Westturm, der einzustürzen drohte, zu einem großen Umbau. Der Westflügel wurde dabei verkürzt und ein Teil des Turmes versetzt, die Schlosskapelle fiel den Umbauarbeiten zum Opfer.
Im Jahr 1911 kaufte vermutlich Baron von Carg das Schloss, anderen Quellen zufolge soll es aber noch bis mindestens 1915 im Besitz der Familie von Aichinger gestanden sein. 1918 erwarb der letzte Außenminister der kaiserlich und königlichen Monarchie, Ottokar Graf Czernin, Schloss Kassegg und zog sich nach der Sixtus-Affäre dorthin zurück. Auch sein Bruder, der Diplomat Otto Graf Czernin nutzte das Schloss als Sitz.
1938 wurde Schloss Kassegg von den Nationalsozialisten beschlagnahmt und dem Stabsamt des „Reichsforst- und Jägermeister Hermann Göring“ einverleibt. Für dieses hatte es in den folgenden Jahren bis 1945 mehrere Funktionen, unter anderem zwei Jahre als Kinderheim für Kinder aus Graz. Ebenso diente es als Unterbringung für 200 aus dem Buchenland ins Deutsche Reich gezogene Buchenlanddeutsche Siedler. Teilweise stand das Schloss in dieser Zeit jedoch leer und wurde ausgeplündert.
1946 erhielten die Erben des Grafen Czernin das leere und beschädigte Schloss zurück, verkauften es jedoch umgehend an einen Wiener Grundstücksmakler. Um 1948 kaufte der Bauer Wörnschimmel Schloss Kassegg zusammen mit der Bruckwirt Alm am Fuße der Tieflimauer. Fünf Jahre später, 1953, erwarb Gustav Franz de Paula Hoffmann die Anlage mit rund 4,5 Hektar Grund (inklusive verwildertem Schlosspark) um 70.000 Schilling.
Von 1954 bis 1964 war Schloss Kassegg Internat und Sonderschule im Auftrag des Landes Oberösterreich, ehe es von 1964 bis 1988 als Kinder- und Jugendferienheim mit 196 Betten touristischer Leitbetrieb der Region wurde. Unter der Leitung des Ehepaares Gustav und Gerlinde Hoffmann konnte das Ferienheim in Spitzenzeiten bis zu 35.000 Gästeübernachtungen im Jahr verzeichnen. Ein eigener Schilift ergänzte das Angebot für Kinder- und Jugendgruppen im Winter, zu denen über 15 Jahre hindurch auch die Europäischen Schulen aus Brüssel gehörten.
1976 erfolgte eine Sanierung und Neugestaltung der Fassade. 1979 erhielt der Westflügel statt des langen hölzernen Balkons im 1. Stock einen Anbau, der als Speisesaal diente. Im Jahr 1983 übernahm Wolfgang Hoffmann die Leitung des Kinder- und Jugendferienheims von seinen Eltern, 1988/89 erfolgte eine Generalsanierung und ein Umbau für modernen Hotelbetrieb. Daraufhin wurde von 1989 bis 1991 unter dem Motto „Abenteuer- und Märchenclub Schloss Kassegg“ der Jugendtourismus im Stil eines Clubhotels gepflegt. 
1991 kaufte Armin Leebmann aus Rotthalmünster Schloss Kassegg, um daraus ein Kurzentrum zu errichten. Ab dem 31. August 1991 stand Schloss Kassegg daraufhin leer.
2004/2005 wurde Schloss Kassegg erneut komplett renoviert, wobei das optische Erscheinungsbild durch die Entfernung der bis dahin typischen Kamine völlig verändert wurde. Die Renovierungsarbeiten wurden aber nicht fertiggestellt, trotz bereits investierter 4,6 Millionen Euro. 2006 berichtete die regionale Wochenzeitung Der Ennstaler, die Zukunft von Schloss Kassegg, für die seinerzeit die Einrichtung einer Suchtentwöhnungskuranstalt im Gespräch gewesen sei, bleibe ungewiss. Das Projekt sei an der fehlenden Bereitstellung von systematisierten Betten für eine Sonderkrankenanstalt gescheitert. 2008 stand Schloss Kassegg daher um 4,5 Millionen Euro erneut zum Verkauf.

### Naturhotel Schloss Kassegg
Am 12. März 2011 berichtete die Kleine Zeitung, Schloss Kassegg solle zu einer „Bettenburg“ werden, indem ab Sommer 2011 daraus ein Dreistern-Hotel für Jugendliche und Familien werde. Am 2. Juli 2011 wurde das Schloss daraufhin als „Natur Hotel Schloss Kassegg“ feierlich neu eröffnet.

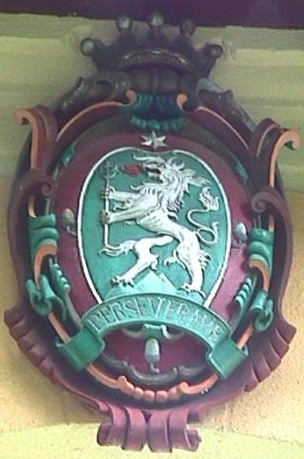
Wappen am Torbogen von Schloss Kassegg

## Anekdoten
- Vom großen Umbau zwischen 1899 und 1902 berichteten Augenzeugen: „Der Bau stand oft Monate still, weil der Eigentümer mit einem Detail nicht einverstanden war. Dann musste der Architekt aus München anreisen, und es wurde lange verhandelt, bis die Arbeit wieder aufgenommen wurde.“[3]
- Graf Czernin war in den 1920er-Jahren auf Großwildjagd in Afrika. Von einer dieser Reisen soll er einen großen Gorilla mitgebracht haben, der einige Jahre im Schloss lebte. Die Bevölkerung wusste sich merkwürdige Geschichte vom „Gorilla im Schloss“ zu erzählen. Sein Ende fand der Gorilla, weil er ein Fläschchen Sidol (Silberputzmittel) in der Pferdegeschirrkammer fand und austrank.
- Die Hörner der Hammerschmiedteufel haben einen langen Weg hinter sich. Von seinen Großwildjagden brachte Graf Czernin auch etliche Büffel- und Antilopentrophäen mit. Kurz nachdem Gustav Hoffmann das Schloss gekauft hatte, entdeckte er bei einem Altwarenhändler in Waidhofen/Ybbs große Trophäen mit der Inschrift „O.C. 1926 Sudan“. Es bestand kein Zweifel: Das „O.C.“ stand für Graf Czernin und die Trophäen kamen so wieder zurück nach Schloss Kassegg. Nach dem Besitzerwechsel in den 1990er-Jahren wurden die Hörner dieser Trophäen den Kostümen der „Hammerschmiedteufel“ zur Verfügung gestellt, die jedes Jahr um St. Nikolaus in St. Gallen ihr Unwesen treiben.